# Chích chạch má xám
Chích chạch má xám (danh pháp hai phần: Macronous flavicollis) là một loài chim thuộc chi Chích chạch, họ Họa mi. Chích chạch má xám sống ở Indonesia. Chúng sinh sống ở các khu vực rừng đất thấp ẩm nhiệt đới và bán nhiệt đới.